# Lijst van bibliotheken in Brugge
Binnen de stad Brugge bevinden en bevonden zich een groot aantal bibliotheken. Deze algemene pagina, tevens doorverwijspagina, biedt een overzicht.
De grotere bibliotheken hebben hun eigen lemma. Voor kleinere verzamelingen staan korte gegevens op het gezamenlijk lemma Openbare en privébibliotheken in Brugge en voor de ondertussen verdwenen bibliotheken op het lemma Voormalige bibliotheken in Brugge.

## Openbare bibliotheken
- Openbare Bibliotheek Brugge
- Provinciale Bibliotheek en Archief Brugge
- Bibliotheek Europacollege Brugge
- Bibliotheek Stadsarchief Brugge
- Bibliotheek Rijksarchief Brugge

## Openbare bibliotheken met dienstverlening op afspraak
- Bibliotheek Musea Brugge
- Bibliotheek OCMW Brugge
- Bibliotheek Muziekconservatorium Brugge
- Bibliotheek Kunstacademie Brugge
- Medische bibliotheek AZ Sint-Jan

## Bibliotheken (privé of semi-openbaar) met dienstverlening op afspraak
- Bibliotheek Bisdom Brugge
- Cultuurbibliotheek Brugge
- Bibliotheek Grootseminarie Brugge
- Bibliotheek Sint-Andriesabdij Brugge
- Bibliotheek Sint-Pietersabdij Brugge
- Bibliotheek Orde van Advocaten Brugge
- Bibliotheek Kamer van Notarissen Brugge
- Bibliotheek Gidsenbond Brugge
- Bibliotheek Gidsenkring Brugge
- Bibliotheek Heemkundige Kring Maurits Van Coppenolle
- Bibliotheek Vereniging voor Familiekunde Brugge

## Privébibliotheken op verzoek toegankelijk
- Bibliotheek Kapucijnen Brugge
- Bibliotheek Karmelieten Brugge
- Bibliotheek Engels Klooster Brugge
- Bibliotheek Spermalie Brugge
- Bibliotheek Sint-Godelieveabdij Brugge
- Bibliotheek Zusters Sint-Jan Brugge
- Bibliotheek Sint-Trudoabdij Brugge
- Bibliotheek Klooster Spermalie Brugge
- Bibliotheek Dominicanessen Brugge
- Bibliotheek Klooster Karmel Brugge
- Bibliotheek Monasterium De Wijngaard Brugge

## Voormalige bibliotheken
Brugge telde in het verleden belangrijke of interessante bibliotheken die thans verdwenen zijn, of opgeslorpt door opvolgers, zoals:
- 15de eeuw:
  - Bibliotheek Adornes
  - Bibliotheek van Lodewijk van Gruuthuse
- 16de eeuw:
  - Bibliotheek 'Ten Heilighen Bloede' Brugge
- Tot einde 18de eeuw:
  - Bibliotheek Onze-Lieve-Vrouwekerk
  - Bibliotheek Sint-Andriesabdij Sint-Andries
  - Bibliotheek Ten Duinenabdij Brugge
  - Bibliotheek Sint-Donaaskathedraal Brugge
  - Bibliotheek van de Brugse Jezuïeten
- 19de eeuw - 21ste eeuw:
  - Literair Cabinet Joseph Bogaert Brugge
  - Bibliotheek 'Les Amis du Progrès' Brugge
  - Bibliotheek Willemsfonds Brugge
  - Katholieke Volksbibliotheken
  - Bibliotheek Vlaamsche Broederbond
  - Bibliotheek Van Gheluwe's Genootschap
  - Bibliotheek Cercle Littéraire Excelsior
  - British Library
  - Keurbibliotheek Brugge
  - Uitleenbibliotheek Rousseau
  - Uitleenbibliotheek Lode Zielens Brugge
  - Bibliotheek van de Sint-Godelieveabdij
  - Bibliotheek van de Sint-Trudoabdij

## Bron
- Catalogue d'une grande collection de livres trouvés dans les 15 couvents supprimés dans les villes de Bruges et de Nieuport, dont la vente se fera à l'hôtel de ville de Bruges le 14 mars 1785, Brugge, 1785.